# Diego Bautista Urbaneja
Diego Bautista Urbaneja is een gemeente (Spaans: Municipio Túristico) in de Venezolaanse staat Anzoátegui. De gemeente telt 30.000 inwoners. De hoofdplaats is Lechería.